# Люллі (Іжевськ)
Люллі́ (рос. Люлли) — мікрорайон міста Іжевська, столиці Удмуртії, Росія.
Мікрорайон раніше мав статус окремого села.
Знаходиться на обох берегах невеликої річки Люллінка, лівої притоки Позимі.
До мікрорайону веде автомобільна дорога від села Новий Чультем. З центром міста з'єднане декількома автобусними маршрутами.
Урбаноніми:
- вулиці — Вівсяна, Горохова, Зарічна, Кам'янська, Картопляна, Кедрова, Літня, Люллінська, Пшенична, Шкільна
- провулки — Зарічний